# Ela brephos
Ela brephos là một loài côn trùng trong họ Incertae Sedis (Phasmida) thuộc bộ Phasmida. Loài này được Westwood miêu tả năm 1854.